# Faces (album de Symbols)
Pour les articles homonymes, voir Faces et Face.
Albums de Symbols
Call to the End
(2000)
Faces est le troisième album du groupe brésilien de heavy metal Symbols.

## Liste des morceaux
1. "Faces" – 03:34
2. "The Indian's Soul" – 04:09
3. "Waiting For The Sunrise" – 05:00
4. "Living Another Day" – 04:58
5. "Bright Times" – 03:31
6. "The Rainy Nights" – 04:12
7. "The Little Inside The Ocean" – 04:13
8. "The Zen Archer" – 06:44
9. "God's Gift" – 04:26
10. "Bright Times" (avec Edu Falaschi) – 03:34

## Formation
- Demian Tiguez (guitare, chant)
- Fabrizio Di Sarno (claviers)
- César Talarico (basse)
- Rodrigo Mello (batterie)

## Invité
- Edu Falaschi (chant sur "Bright Times")